# Liste der Biografien/Mod
Liste der Biografien |
Portal Biografien |
Personensuche
# |
A |
B |
C |
D |
E |
F |
G |
H |
I |
J |
K |
L |
M |
N |
O |
P |
Q |
R |
S |
T |
U |
V |
W |
X |
Y |
Z |
?
 
Ma |
Mb |
Mc |
Md |
Me |
Mf |
Mg |
Mh |
Mi |
Mj |
Mk |
Ml |
Mm |
Mn |
Mo |
Mp |
Mq |
Mr |
Ms |
Mt |
Mu |
Mv |
Mw |
Mx |
My |
Mz
 
Moa |
Mob |
Moc |
Mod |
Moe |
Mof |
Mog |
Moh |
Moi |
Moj |
Mok |
Mol |
Mom |
Mon |
Moo |
Mop |
Moq |
Mor |
Mos |
Mot |
Mou |
Mov |
Mow |
Mox |
Moy |
Moz
Die Liste der Biografien führt alle Personen auf, die in der deutschsprachigen Wikipedia einen Artikel haben. Dieses ist eine Teilliste mit 215 Einträgen von Personen, deren Namen mit den Buchstaben „Mod“ beginnt.

## Mod
- Mod Sun (* 1987), US-amerikanischer Rapper, Autor und Punk-SchlagzeugerMod Sun (* 1987)

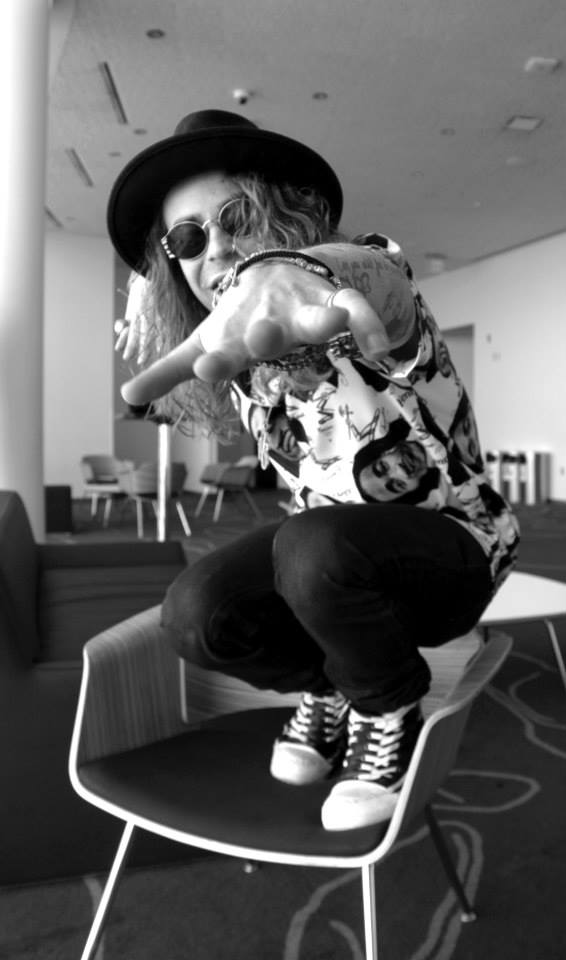
Mod Sun (* 1987)

- Mod, Ambika (* 1995), britische Filmschauspielerin und Komödiantin

### Moda
- Modahl, Diane (* 1966), britische Mittelstreckenläuferin
- Modai, Boaz, israelischer Diplomat
- Modai, Jitzchak (1926–1998), israelischer Politiker
- Moda'i, Michal (1931–2012), israelische Schönheitskönigin und Sozialaktivistin
- Modaine-Cessac, Laurence (* 1964), französische Florettfechterin
- Modamani, Anas, syrischer Flüchtling deutscher Staatsangehörigkeit
- Modan, Rutu (* 1966), israelische Comicautorin
- Modano, Mike (* 1970), US-amerikanischer Eishockeyspieler und -funktionär
- Modarelli, Sebastián (* 1972), argentinischer Komponist und Organist
- Modares, römischer Heermeister gotischer Herkunft
- Modarres, Hassan, iranischer Geistlicher

### Modd
- Modde, Maximilian (1862–1933), deutscher Maler und Schriftsteller
- Mödder, Gynter (1942–2024), deutscher Nuklearmediziner und Schriftsteller
- Modder, Johanne (* 1960), deutsche Politikerin (SPD), MdL
- Modderman, Anthony Ewoud Jan (1838–1885), niederländischer Rechtswissenschaftler und Politiker
- Modderman, Pieter J. R. (1919–2005), niederländischer Prähistorischer Archäologe
- Moddi (* 1987), norwegischer Singer-Songwriter
- Moddrow-Buck, Annemarie (1916–2012), deutsche Malerin

### Mode
- Möde, Erwin (* 1954), deutscher Theologe und Psychotherapeut
- Mode, Heinz (1913–1992), deutscher Kunsthistoriker
- Mode, Markus (* 1954), deutscher Archäologe und Zentralasien-Forscher
- Modean, Jayne (* 1958), US-amerikanisches Model und Schauspielerin
- Modebadse, Aleksi (* 1978), georgischer Ringer
- Modéer, Kjell Åke (* 1939), schwedischer Jurist und Hochschullehrer
- Model, Abraham Elias († 1760), Hoffaktor im Fürstentum Oettingen
- Model, Daniel (* 1960), Schweizer Unternehmer
- Model, Else (1871–1953), deutsche Schriftstellerin
- Model, Hanns (1908–1983), deutscher Glaskünstler und Kunsthandwerker
- Model, Hansgeorg (1927–2016), deutscher Offizier und Autor
- Model, Johann Georg (1711–1775), deutscher Chemiker und Apotheker, in russischen Diensten
- Model, Lisette (1901–1983), US-amerikanische Fotografin
- Model, Marx († 1709), Ansbacher Hoffaktor und Drucker
- Model, Otto (1856–1935), deutscher Musiklehrer
- Model, Otto (1884–1964), deutscher Jurist und Autor
- Model, Walter (1891–1945), deutscher Generalfeldmarschall im Dritten ReichWalter Model (1891–1945)

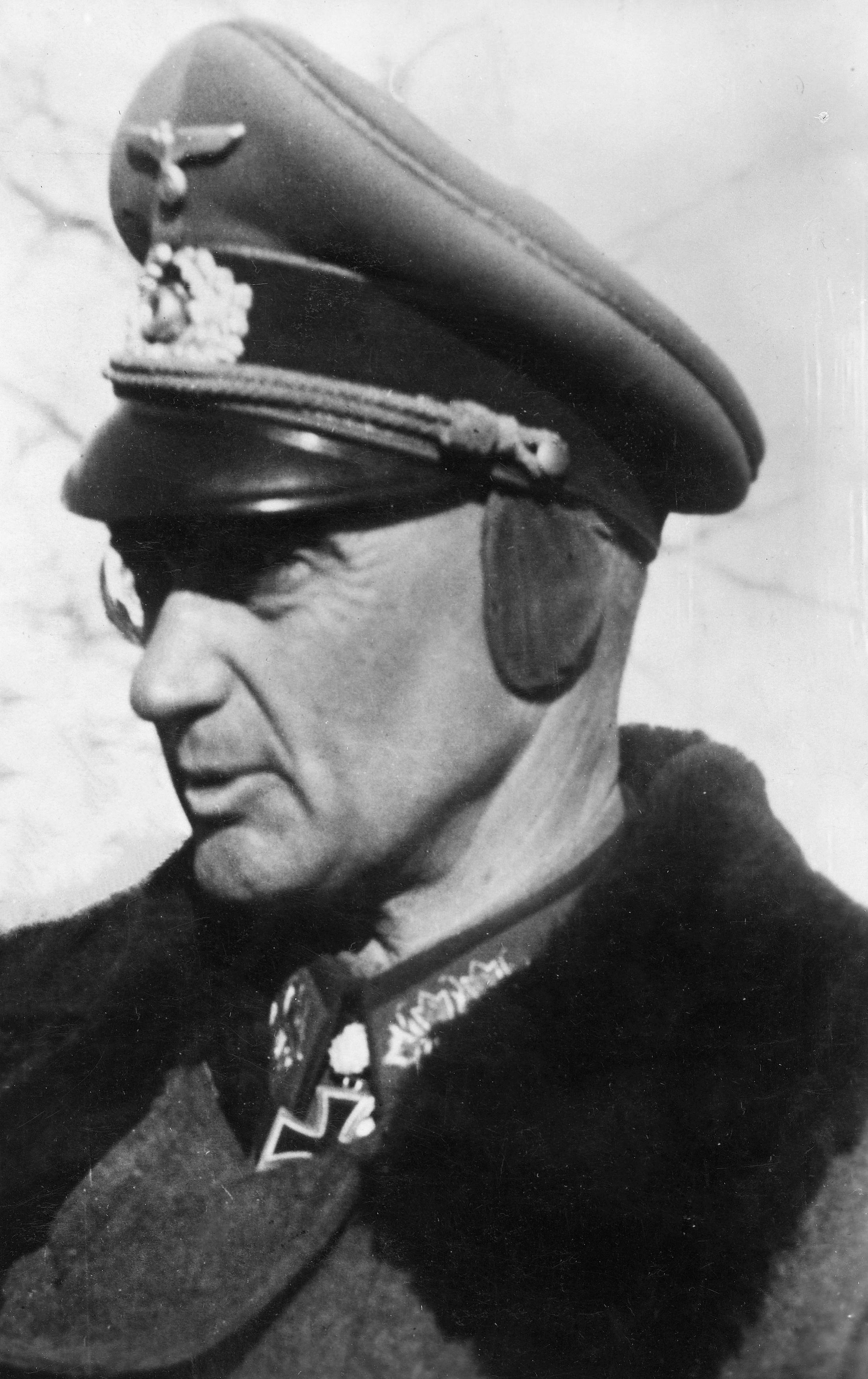
Walter Model (1891–1945)

- Modeliste, Zigaboo (* 1948), US-amerikanischer Funk-Schlagzeuger
- Modell, Art (1925–2012), US-amerikanischer Footballteambesitzer
- Modell, Elisabeth (1820–1865), österreichische Malerin
- Modelski, George (1926–2014), polnisch-amerikanischer Politikwissenschaftler
- Modemann, Carl (1900–1984), deutscher Ingenieur und Landrat
- Modena, Gustavo (1803–1861), italienischer Bühnenschauspieler und Patriot
- Modena, Stefano (* 1963), italienischer Formel-1-Rennfahrer
- Módena, Vicente († 1944), uruguayischer Fußballspieler
- Möder, Auguste (1830–1897), deutsche Lehrerin und Schriftstellerin
- Moder, Gery, österreichischer Musiker und Musikproduzent
- Moder, Gregor (* 1979), slowenischer Philosoph und Hochschullehrer
- Moder, Jakub (* 1999), polnischer Fußballspieler
- Moder, Johanna (* 1979), österreichische Filmregisseurin und Drehbuchautorin
- Moder, Josef (1909–1986), deutscher Schriftsteller
- Móder, Jozef (* 1947), tschechoslowakischer Fußballspieler
- Móder, Ladislav (1945–2006), slowakischer Fußballspieler
- Moder, Martin (* 1988), österreichischer Molekularbiologe und WissenschaftsvermittlerMartin Moder (* 1988)

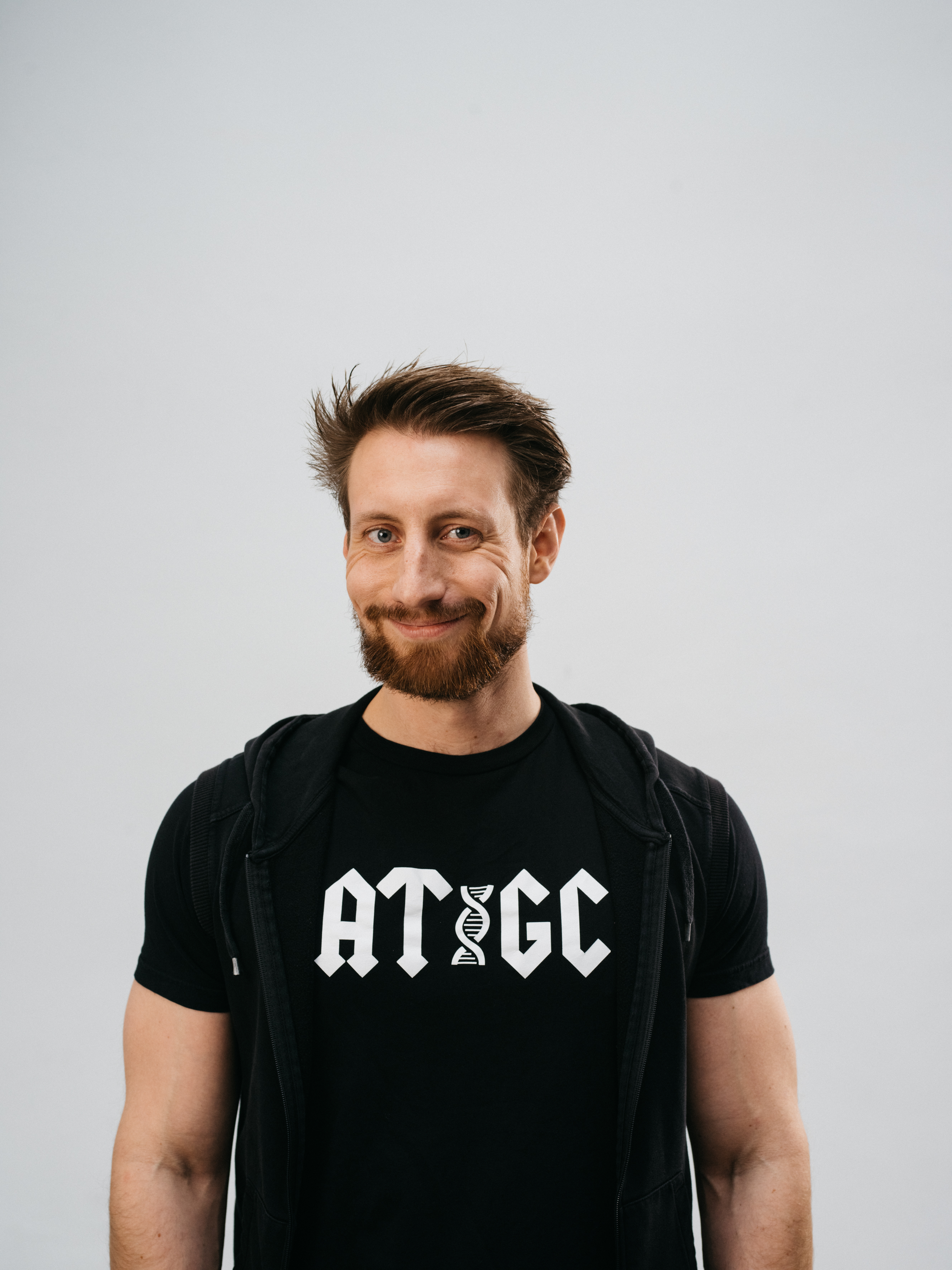
Martin Moder (* 1988)

- Moder, Matthias (* 1963), deutscher Leichtathlet
- Moder, Paul (1896–1942), deutscher Freikorpsführer, Politiker (NSDAP), MdR und SS-Mitglied
- Moderatos von Gades, antiker Philosoph, Neupythagoreer
- Moderau, Marek (* 1953), polnischer Bildhauer
- Moderer, Kevin (* 1990), österreichischer Eishockeyspieler
- Moderhack, Dietrich (* 1940), deutscher Chemiker
- Moderhack, Richard (1907–2010), deutscher Historiker und Archivar
- Modern, Jakob (1838–1912), österreichischer Architekt
- Möderndorfer, Vinko (* 1958), slowenischer Schriftsteller und Regisseur
- Moderne, Jacques, französischer Musiknoten-Drucker, Musikverleger und Buchhändler
- Moderow, Hans (1877–1945), deutscher evangelisch-lutherischer Pfarrer und Kirchenhistoriker
- Modersitzki, Tim (* 1985), deutscher Basketballspieler
- Modersohn, Christian (1916–2009), deutscher Maler
- Modersohn, Ernst (1870–1948), deutscher evangelischer Pfarrer, Evangelist und geistlicher Schriftsteller
- Modersohn, Heinrich (1855–1903), deutscher Genre- und Porträtmaler der Düsseldorfer Schule
- Modersohn, Heinrich (* 1948), deutscher Maler
- Modersohn, Johannes (* 1961), deutscher Architekt
- Modersohn, Leander (* 1980), deutscher Schauspieler
- Modersohn, Otto (1865–1943), deutscher MalerOtto Modersohn (1865–1943)

Otto Modersohn (1865–1943)

- Modersohn, Philipp (* 1986), deutscher Bildhauer
- Modersohn, Tille (1907–1998), deutsche Stifterin der Paula Modersohn-Becker Stiftung
- Modersohn, Timon (* 1978), deutscher Regisseur und Drehbuchautor
- Modersohn, Wilhelm (1859–1935), deutscher Jurist
- Modersohn, Wilhelm (* 1929), deutscher Leichtathlet
- Modersohn-Becker, Paula (1876–1907), deutsche Malerin des ExpressionismusPaula Modersohn-Becker (1876–1907)

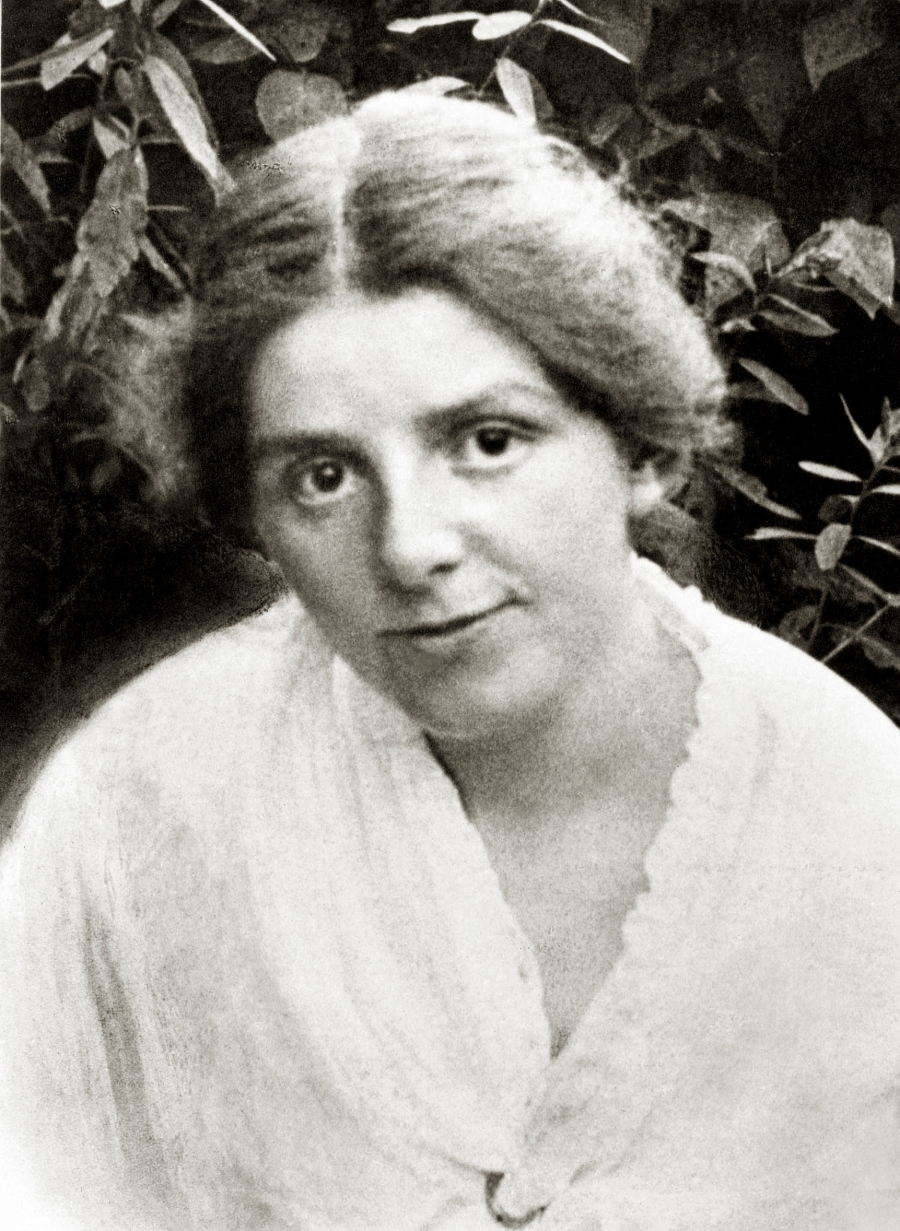
Paula Modersohn-Becker (1876–1907)

- Modersohn-Breling, Louise (1883–1950), deutsche Sängerin und Malerin
- Modert, Octavie (* 1966), luxemburgische Politikerin
- Modery, Andreas, deutscher Journalist und Gartenexperte
- Modes, Lutz (* 1944), deutscher Unternehmer und Generaldirektor des VEB Schwermaschinenbaukombinats „Karl Liebknecht“ Magdeburg
- Modes, Walter (1902–1945), deutscher Gestapo-Agent, verurteilter Kriegsverbrecher
- Modesitt, L. E. Jr. (* 1943), US-amerikanischer Science-Fiction- und Fantasy-Schriftsteller
- Modeß, Jochen A. (* 1954), deutscher Kirchenmusiker, Organist, Komponist und Hochschullehrer
- Modesta von Oeren, erste Äbtissin des Frauenklosters Oeren-St. Irminen
- Modesta, Viktoria (* 1988), lettische Singer-Songwriterin und Model
- Modeste, Anthony (* 1988), französischer Fußballspieler
- Modeste, Guy (1954–2018), französischer Fußballspieler
- Modeste-Curwen, Clarice, grenadische Politikerin
- Modesti, Vittoria (* 2002), italienische Tennisspielerin
- Modestin, Georg (* 1969), Schweizer Historiker
- Modesto, François (* 1978), französischer Fußballspieler
- Modesto, Juan (1906–1969), spanischer General der Republik im Spanischen Bürgerkrieg
- Modesto, Rose (* 1978), brasilianische Politikerin und Lehrerin
- Modesto, Salvador T. (1930–2015), philippinischer römisch-katholischer Bischof
- Modestos († 634), orthodoxer Patriarch von Jerusalem (614–634)
- Modestus, Bischof von Trier
- Modestus († 304), Heiliger, Märtyrer
- Modestus von Kärnten, Heiliger, Bischof von Maria Saal
- Modéus, Fredrik (* 1964), schwedischer Theologe und Bischof des lutherischen Bistums Växjö
- Modéus, Martin (* 1962), schwedischer lutherischer Bischof
- Modewa, Marijka (* 1954), bulgarische Ruderin

### Modh
- Modha, Dharmendra (* 1969), US-amerikanischer Informatiker

### Modi
- Modi, Anny (* 1982), kongolesische Menschenrechtlerin
- Modi, Avani, indisches Model und Schauspielerin
- Modi, M. C. (1915–2005), indischer Augenarzt
- Modi, Narendra (* 1950), indischer Politiker der Bharatiya Janata Party und PremierministerNarendra Modi (* 1950)

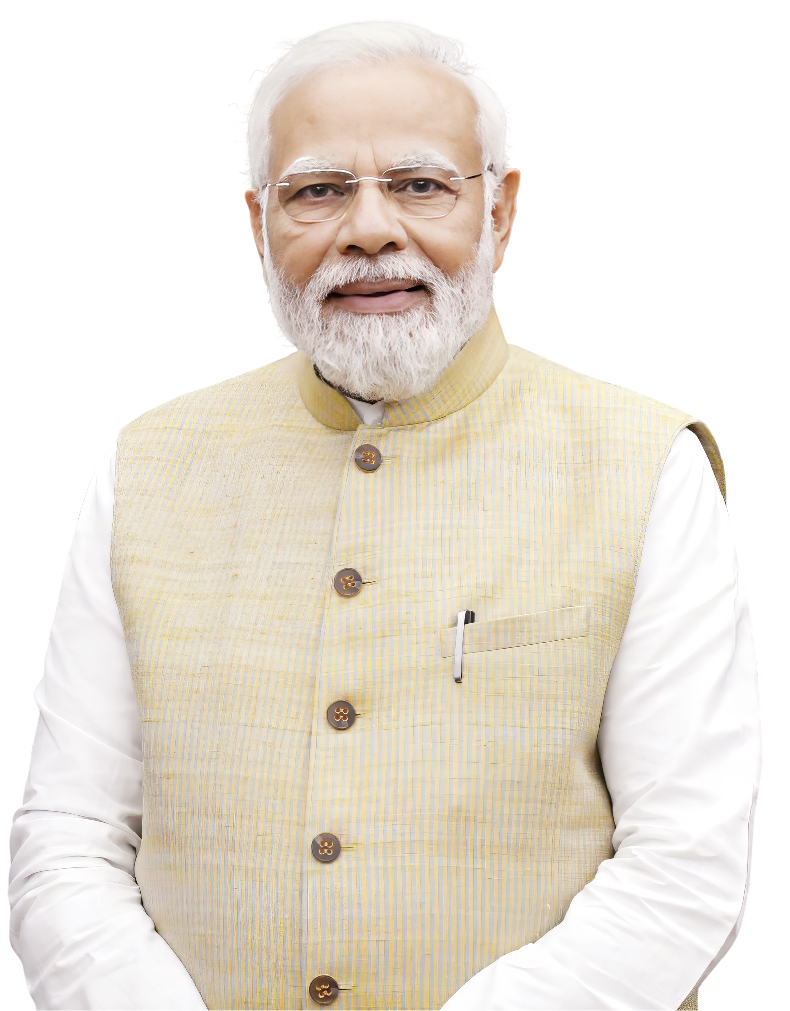
Narendra Modi (* 1950)

- Modi, Sohrab (1897–1984), indischer Schauspieler, Filmregisseur und -produzent
- Modi, Syed (1962–1988), indischer Badmintonspieler
- Modiano, Eli (1881–1968), Architekt
- Modiano, Marie (* 1978), französische Folkmusikerin
- Modiano, Patrick (* 1945), französischer Schriftsteller
- Modibo-Nzockena, Timothée (1950–2016), kongolesischer Geistlicher, römisch-katholischer Bischof von Franceville
- Modica, Giuliano (* 1991), argentinischer Fußballspieler
- Modica, Mathias (* 1977), Musikproduzent und DJ
- Modica, Vincenzo (* 1971), italienischer Langstreckenläufer
- Modick, Klaus (* 1951), deutscher Schriftsteller und literarischer Übersetzer
- Modick, Walter (* 1951), deutscher Fußballspieler und -trainer
- Modig, Lovisa (* 1993), schwedische Skilangläuferin
- Modig, Silvia (* 1976), finnische Journalistin und Politikerin, MdEP
- Modigliani, Amedeo (1884–1920), italienischer Zeichner, Maler und Bildhauer
- Modigliani, Franco (1918–2003), italienisch-amerikanischer Wirtschaftswissenschaftler
- Modin Engesæth, Andrea (* 2001), norwegische Langstreckenläuferin
- Modin, Fredrik (* 1974), schwedischer Eishockeyspieler und -funktionär
- Modin, Jesper (* 1988), schwedischer Skilangläufer
- Modin, Zebastian (* 1994), schwedischer Para-Ski-Sportler
- Modine, Arthur B. (1885–1981), US-amerikanischer Ingenieur und Unternehmer
- Modine, Matthew (* 1959), US-amerikanischer SchauspielerMatthew Modine (* 1959)

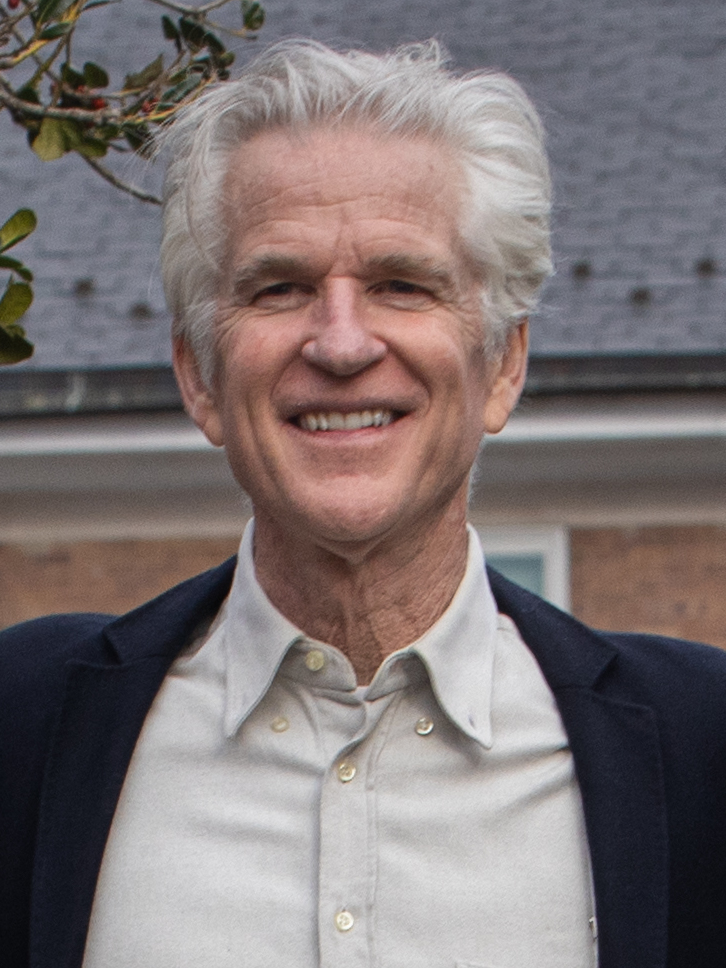
Matthew Modine (* 1959)

- Modine, Ruby (* 1990), US-amerikanische Schauspielerin
- Möding, Fritz, deutscher Hockeyspieler
- Mödinger, Dennis (* 1969), deutscher Fußballspieler
- Modiri, Mehran (* 1967), iranischer Filmregisseur, Filmproduzent, Schauspieler، Sänger und TV-Moderator
- Modirzadeh, Hafez (* 1962), US-amerikanischer Musikwissenschaftler und Jazzmusiker
- Modisane, Bloke (1923–1986), südafrikanischer Journalist
- Modise, Joe (1929–2001), südafrikanischer Verteidigungsminister
- Modise, Portia (* 1983), südafrikanische Fußballspielerin
- Modise, Teko (* 1982), südafrikanischer Fußballspieler
- Modise, Thandi (* 1959), südafrikanische Politikerin
- Modius Iulius, Angehöriger des römischen Senatorenstandes (Kaiserzeit)

### Modj
- Modja, Inna (* 1984), malische Sängerin und Model
- Modjadji VI. (1978–2005), südafrikanische Regenkönigin des Balobedu-Stammes
- Modjeski, Ralph (1861–1940), US-amerikanischer Brückenbau-Ingenieur

### Modl
- Modl, Andreas (1961–2025), deutscher Karateka, Karatetrainer und -funktionär
- Modl, Josef (1863–1915), österreichischer Volkssänger und Gesangskomiker
- Modl, Josef (1931–2022), österreichischer Glasmacher und Politiker (SPÖ), Abgeordneter zum Nationalrat
- Mödl, Ludwig (* 1938), deutscher Theologe
- Mödl, Martha (1912–2001), deutsche Opernsängerin (dramatischer Sopran, später Mezzosopran) und Kammersängerin
- Modl, Natalie von (1850–1916), deutsche Genre- und Porträtmalerin der Düsseldorfer Schule
- Modl, Rita (* 1983), deutsche SpieleautorinRita Modl (* 1983)

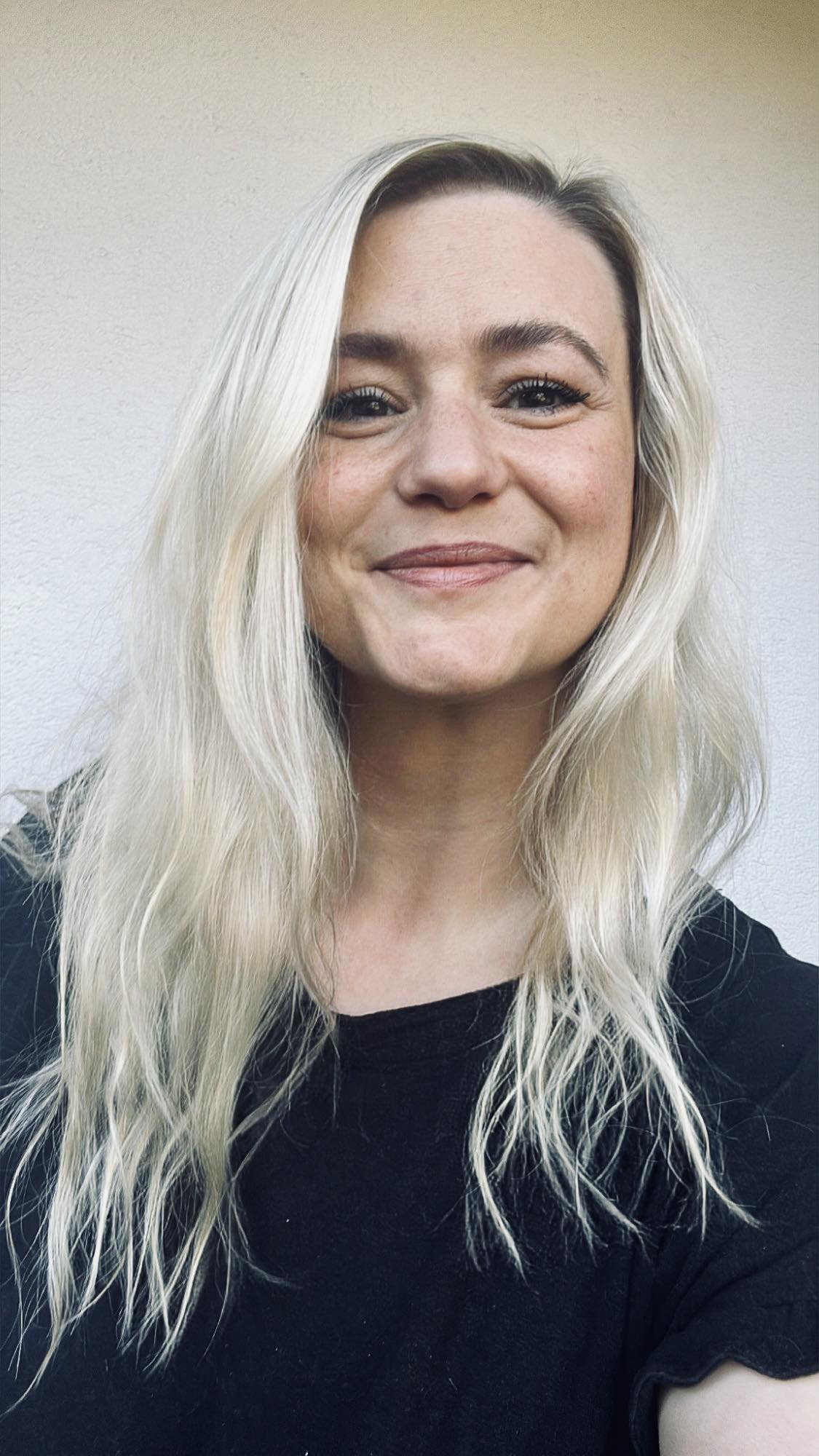
Rita Modl (* 1983)

- Modl, Viktoria (1872–1942), Regisseurin
- Mödlagl, Otto (1899–1974), österreichischer Politiker (KPÖ)
- Modler, Johann (1875–1964), deutscher Erfinder und Unternehmer
- Modler, Johann Baptist (1697–1774), deutscher Rokokobildhauer
- Modler, Niels (* 1969), deutscher Ingenieur
- Mödlhammer, Helmut (* 1951), österreichischer Journalist und Politiker (ÖVP), Landtagsabgeordneter
- Mödlhammer, Johann Ferdinand (1714–1777), Architekt, bürgerlicher und Hofbaumeister
- Mödlhammer, Johann Werner (1932–2017), österreichischer Geistlicher, römisch-katholischer Theologe
- Modlin, Edwin II, US-amerikanischer Schauspieler
- Modlin, Margaret Marley (1927–1998), US-amerikanische Künstlerin des Surrealismus
- Mödlinger, Anton (1856–1921), österreichischer Theaterschauspieler, -regisseur und Sänger
- Modlinger, Florian (* 1981), deutscher Motorsportingenieur und -manager
- Mödlinger, Josef (1848–1927), österreichischer Opernsänger der Stimmlage Bass
- Modlinger, Richard (1911–2000), deutscher Elektroingenieur
- Modlmayr, Jörg (1905–1963), bayerischer Heimatdichter und Lyriker
- Modly, Thomas B., US-amerikanischer Regierungsbeamter

### Modo
- Modo, Michel (1937–2008), französischer Schauspieler, Komiker und SynchronsprecherMichel Modo (1937–2008)

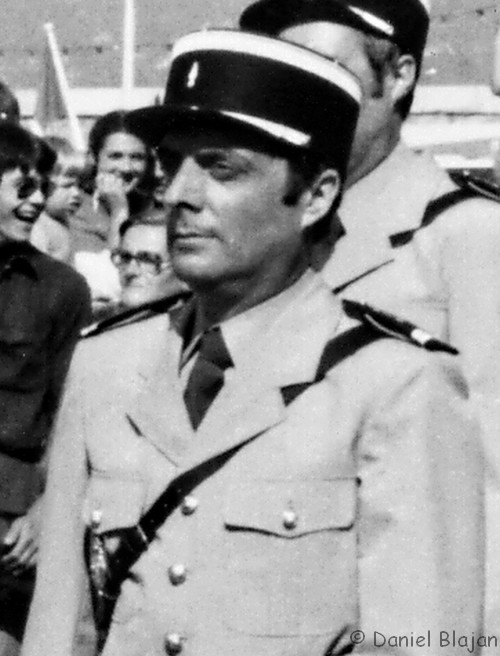
Michel Modo (1937–2008)

- Modolo, Reginei José (* 1975), brasilianischer römisch-katholischer Geistlicher und Weihbischof in Curitiba
- Modolo, Sacha (* 1987), italienischer Straßenradrennfahrer
- Módos, Péter (* 1987), ungarischer Ringer
- Modot, Gaston (1887–1970), französischer Filmschauspieler
- Modotti, Tina (1896–1942), Schauspielerin, Fotografin und Revolutionärin

### Modr
- Modra, Blanka (* 1946), Schauspielerin
- Modra, Kieran (1972–2019), australischer Behindertenradsportler
- Modrach, Johann Gottlob (1720–1802), Bürgermeister der Stadt Görlitz
- Modrachová, Olga (1930–1995), tschechoslowakische Leichtathletin
- Modrak, Deborah Karen Ward, US-amerikanische Philosophiehistorikerin
- Modras, Ronald (1937–2018), US-amerikanischer Theologe
- Mödrath, Karl-Heinz (* 1951), deutscher Fußballspieler
- Modrego y Casaus, Gregorio (1890–1972), spanischer Geistlicher, römisch-katholischer Erzbischof von Barcelona
- Modrej, Thomas (* 1973), österreichischer Komponist
- Modrić, Luka (* 1985), kroatischer FußballspielerLuka Modrić (* 1985)

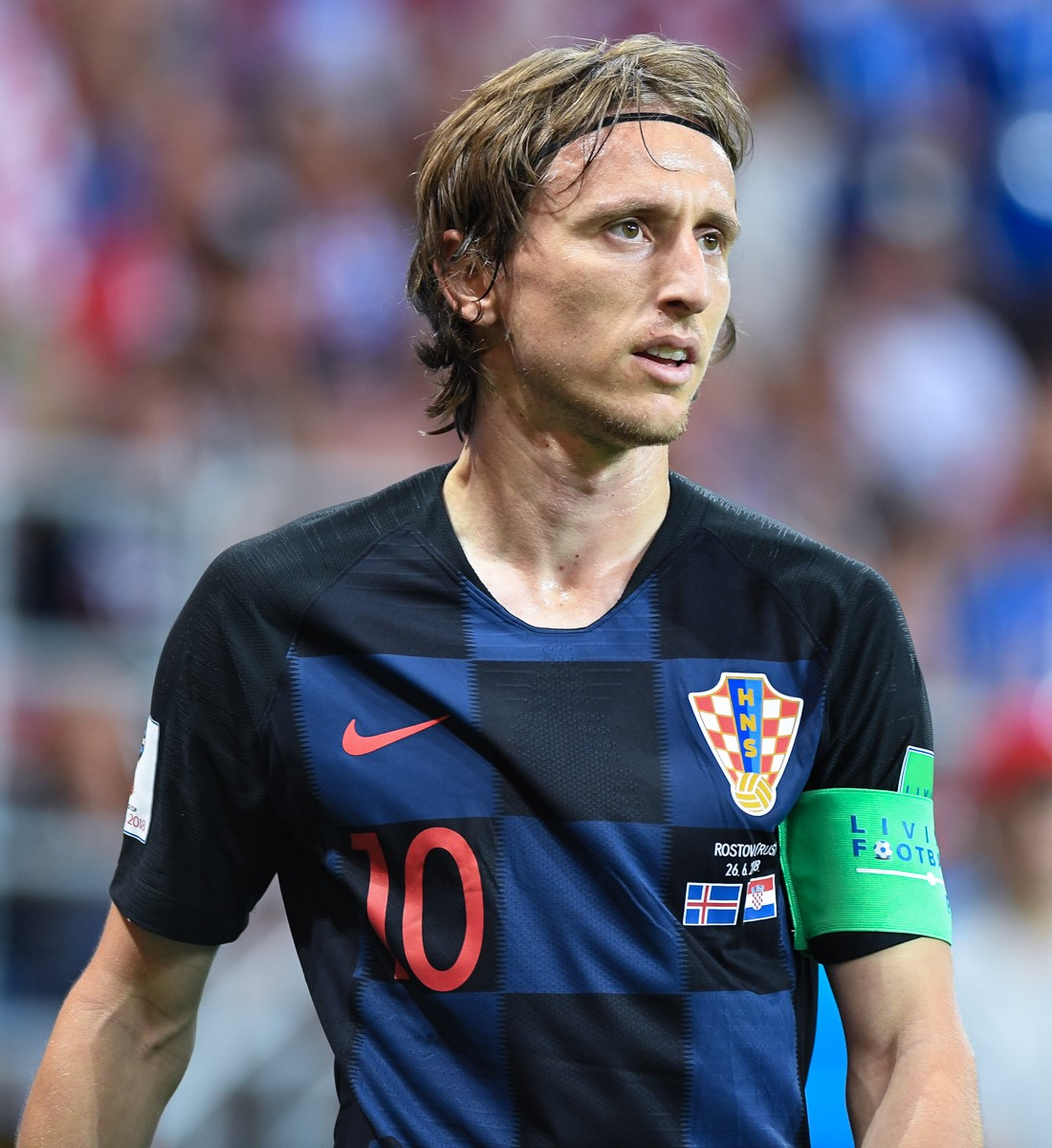
Luka Modrić (* 1985)

- Modrich, Paul (* 1946), US-amerikanischer Biochemiker und Genetiker
- Modrikamen, Mischaël (* 1966), belgischer Politiker
- Modrow, Eckart (* 1948), deutscher Pädagoge und Sachbuchautor
- Modrow, Fritz (1888–1986), deutscher Maler, Architekt und Kunstgewerbler
- Modrow, Gerd (* 1938), deutscher Bahnradsportler
- Modrow, Hans (1928–2023), deutscher Politiker (SED, PDS, Die Linke), MdV, MdB, MdEPHans Modrow (1928–2023)

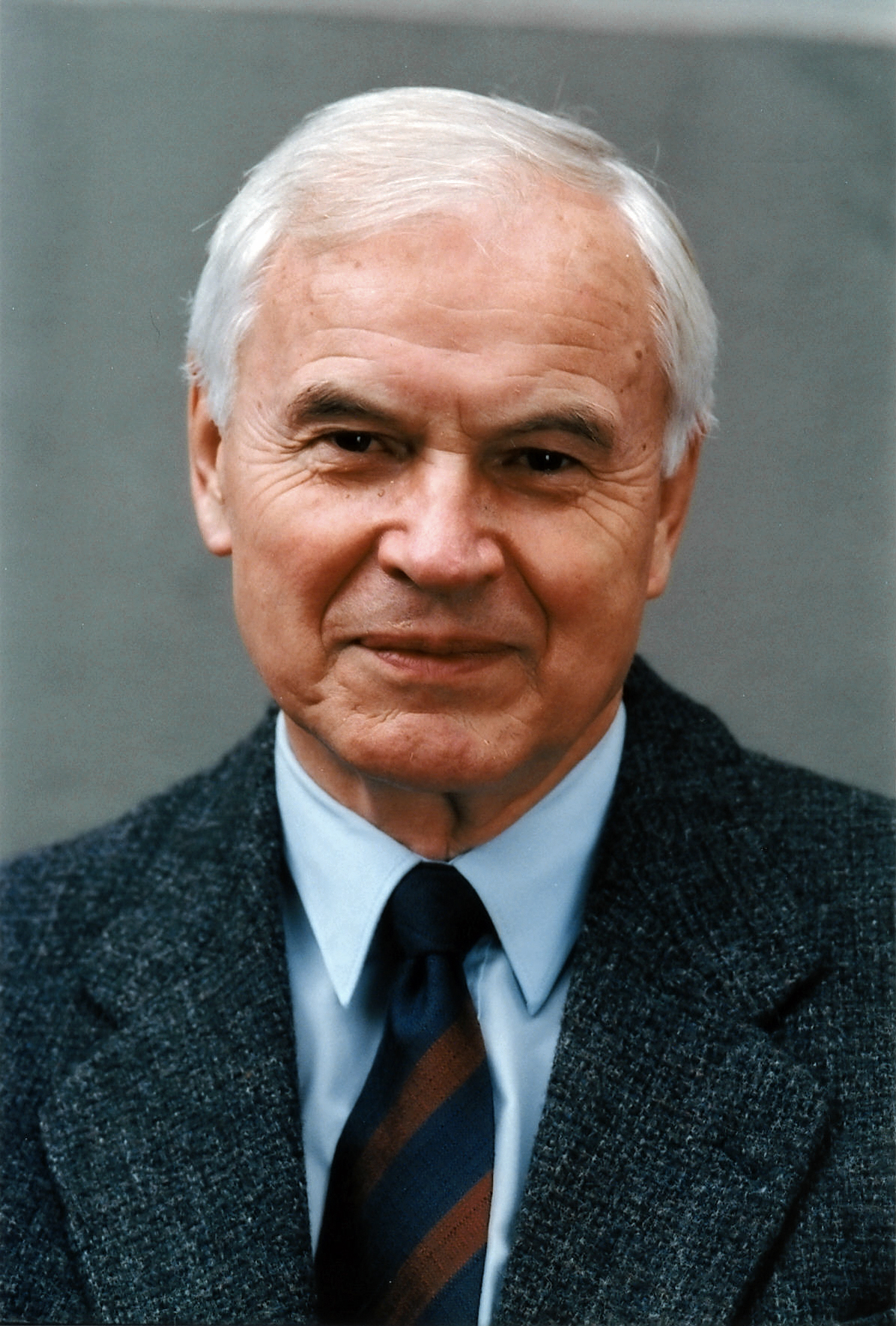
Hans Modrow (1928–2023)

- Modrý, Bohumil (1916–1963), tschechoslowakischer Eishockeytorwart
- Modrý, Jaroslav (* 1971), tschechischer Eishockeyspieler und -trainer
- Modrze, Annelise (1901–1938), deutsche Klassische Philologin und Bibliothekarin
- Modrzejewska, Helena (1840–1909), polnische Schauspielerin
- Modrzewski, Andrzej Frycz (1503–1572), polnischer Humanist und Theologe, Vater der polnischen Demokratie
- Modrzyńska, Urszula (1928–2010), polnische Schauspielerin

### Mods
- Modschaddedi, Sibghatullah (1925–2019), afghanischer Politiker
- Modschiedler, Martin (* 1967), deutscher Politiker (CDU), MdL
- Modsel, Wjatschaslau (* 1987), belarussischer Trampolinturner
- Modsmanaschwili, Dawit (* 1986), georgischer Ringer
- Modsolewski, Wiktor Igorewitsch (1943–2011), sowjetischer Degenfechter

### Modu
- Modu, Chuku (* 1990), britischer Schauspieler
- Moduald, Bischof von Trier, Heiliger
- Modubi, Michael (* 1985), südafrikanischer Fußballspieler
- Modugno, Bruno (1933–2020), italienischer Fernsehregisseur und Schriftsteller
- Modugno, Domenico (1928–1994), italienischer Cantautore, Schauspieler und Politiker, Mitglied der Camera dei deputatiDomenico Modugno (1928–1994)

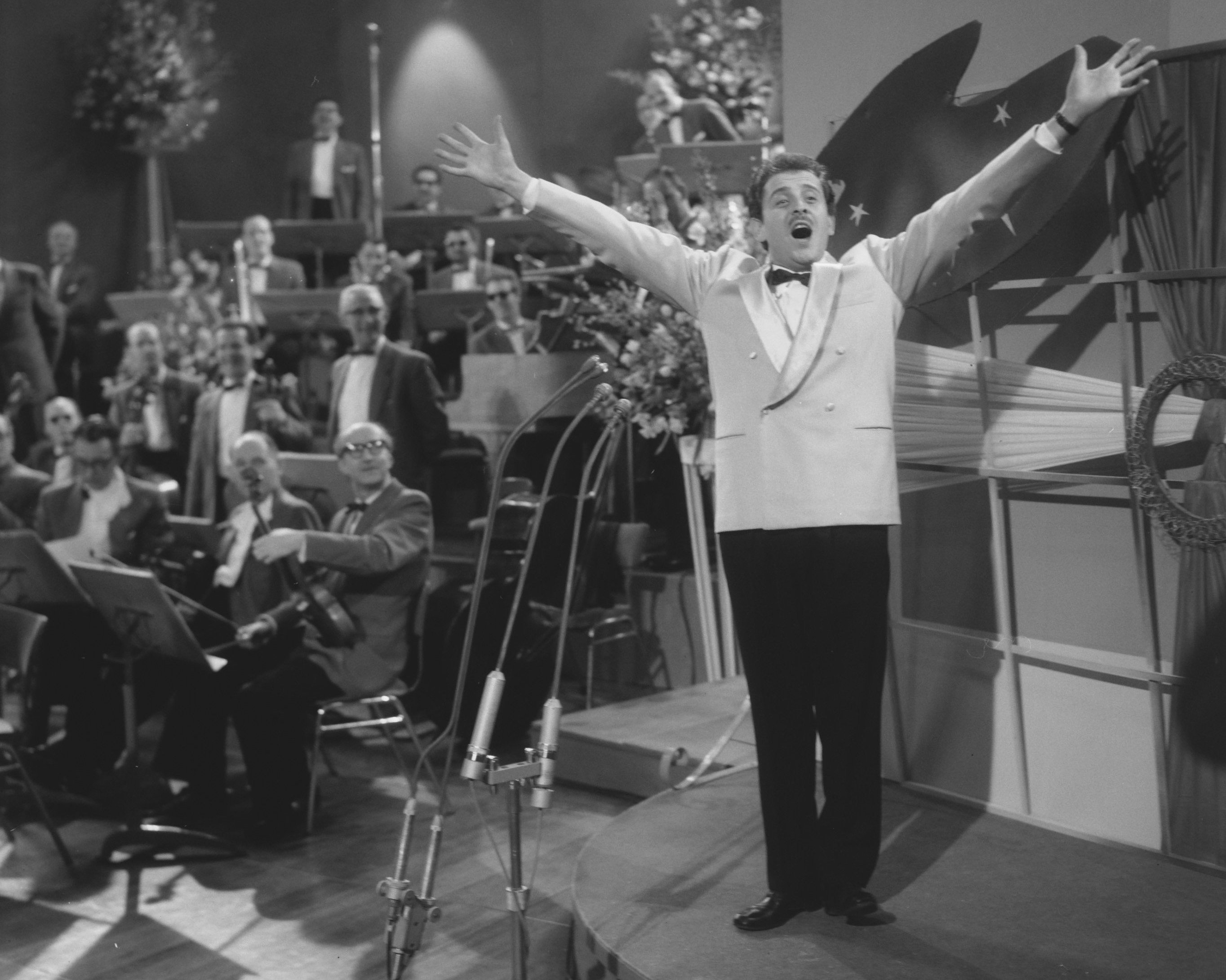
Domenico Modugno (1928–1994)

- Modugno, Ludovica (1949–2021), italienische Schauspielerin und Synchronsprecherin
- Modugno, Marco (* 1958), italienischer Filmschaffender
- Modugno, Paolo (* 1940), italienischer Synchron- und Radioregisseur, Schauspieler und Autor
- Moduin, Geistlicher und Dichter am Hof Karls des Großen

### Mody
- Mody, Ashoka (* 1956), indischer Ökonom
- Mody, Pervez (* 1968), indischer Konzertpianist
- Mody, Salifou (* 1962), nigrischer General und Diplomat
- Modyford, Thomas († 1679), Gouverneur von Jamaika

### Modz
- Modzelewski, Karol (1937–2019), polnischer Historiker, Schriftsteller und Politiker
- Modzelewski, Zygmunt (1900–1954), polnischer Politiker, Mitglied des Sejm, Ökonom und Außenminister